# Pierrii
Pierrii, de son nom civil Mounir Hamdoune, né en 1997 à Roosendaal (Pays-Bas), est un rappeur néerlandais d'origine marocaine. Il fait son entrée dans la scène du rap néerlandais grâce à sa session de rap dans la maison de disque Zonamo Underground en 2015.

## Biographie

### Carrière musicale
Mounir Hamdoune naît à Roosendaal au sud des Pays-Bas dans une famille marocaine et grandit dans le quartier de Langdonk. Ses parents sont originaires Tafersit au nord du Maroc. Il adopte la passion du rap à l'âge de seize ans. Dans sa jeunesse, il reçoit le surnom Piraat alias Pierrii à la suite de son incarcération pendant un an dans la prison de Saint-Gilles à Bruxelles pour trafic de cocaïne. Derrière les barreaux, il se met à écrire des textes qu'il enregistrera plus tard pour son premier album Wijzer Met De Tijd.
En 2013, il apparaît sur plusieurs sons dont Iets Dieper et Iets Anders en compagnie de YSF, un autre rappeur de Roosendaal.
En 2014, il fait réellement son entrée dans le rap néerlandais, en enregistrant avec YSF, le freestyle Allroundsessie #6 mais également le freestyle Hou Je Bek Sessie (3X28) qui génèrent tous les deux des dizaines de milliers de vues, lui permettant par la suite de signer un contrat chez Zonamo Underground.
En 2015, il enregistre sa première session de rap sur la chaîne officielle de Zonamo Underground en compagnie de YSF, générant à ce jour plus de 300.000 vues.
Il enregistre sa plus grosse session de rap quelques mois plus tard, qui accumule rapidement deux millions de vues en compagnie du rappeur Seffelinie. Il sort ensuite son premier single intitulé Deze Tijd. Il est rapidement mis en contact avec le rappeur Lange Ritch pour une collaboration sur le morceau Is Toch Norma, accumulant deux millions de vues en quelques mois.
En 2019, il sort son deuxième album intitulé Overdosis
Après un passage sur 101Barz, il est contacté par Ali B pour signer un contrat dans le label Trifecta.

## Discographie

### Singles
- 2015 : Dring Binnen
- 2016 : Is Toch Norma feat. Lange Ritch
- 2017 : Deze Tijd
- 2017 : Wijzer Met De Tijd feat. Mo Temsamani
- 2017 : Handel
- 2017 : Sinds Klein
- 2019 : Waar Ik Vandaan Kom
- 2019 : Nishen
- 2019 : La Blanca
- 2019 : V8
- 2019 : Intrappen
- 2020 : Ketama
- 2020 : DYNA
- 2020 : Pistola feat. Bartofso
- 2020 : Go Fast feat. Sky
- 2021 : Op Die Nikies
- 2021 : Maken Of Breken
- 2021 : Tellie Uit feat Ismo
- 2022 : TMAX
- 2022 : L'Autoroute feat. Krilino
- 2023 : Leef Nu M'n Droom
- 2023 : Boulevard feat Riffi
- 2023 : Gekozen Voor Die Life feat Kempi
- 2023 : In De Endz
- 2023 : Manolo
- 2023 : Afslag
- 2023 : Hoodrap
- 2024 : Gevormd
- 2024 : Tranquilo feat. Elams

### Collaborations
- 2018 : Parra Parra de Seffelinie et Pierrii
- 2018 : Zine Zine de Mo Temsamani, Kempi et Pierrii
- 2020 : Geduld de Riffi et Pierrii
- 2020 : Zekerheid de Ice et Pierrii
- 2020 : Gewond de Ice et Pierrii
- 2020 : Rozenstruik de Defano Holwijn, MocroManiac et Pierrii
- 2022 : Zinino de DJ Hamida, Mo Temsamani et Pierrii
- 2023 : Betere Leven de Zarfani et Pierrii

## Reportages
- [vidéo] Ze Vonden Me Altijd Al Een Piraat, FunX, 2017
- [vidéo] Aangenaam: Pierrii, interview avec Trifecta, YouTube, 2019

## Radio
- 2018 : NPO Radio 1[2]
- 2020 : FunX